# Martin Motnik

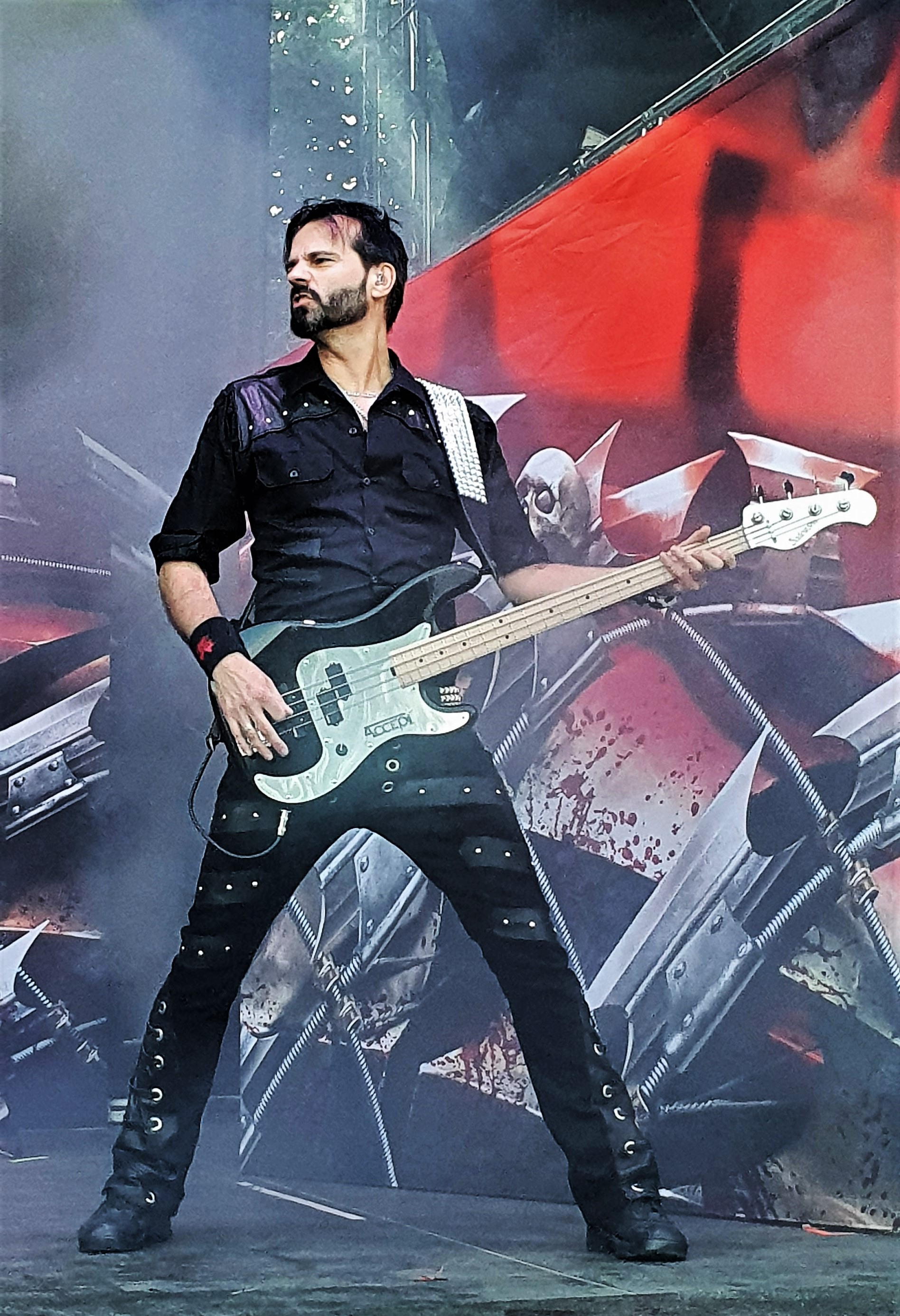
Martin Motnik (2022)

Martin Motnik (* 10. November 1972 in Ludwigshafen) ist ein deutscher Bassist und Studiomusiker, der vor allem als Bassist der Heavy-Metal-Band Accept bekannt ist. Er hat auch in Darkseed und Eisbrecher gespielt.
Motnik hat zwei Soloalben mit Instrumentalstücken in verschiedenen Stilrichtungen wie melodischer Rock, Jazz und klassischer Musik aufgenommen, auf denen zudem bekannte Gastmusiker mitwirken.

## Jugend
Motnik wurde am 10. November 1972 in Ludwigshafen, Deutschland, geboren. Im Alter von sechs Jahren begann er mit dem Flötenspiel, interessierte sich aber nicht besonders dafür. Seine Eltern stimmten zu, ihm ein paar Jahre später eine akustische Gitarre zu kaufen. Im Alter von zehn Jahren wechselte er zur E-Gitarre und im Alter von 13 Jahren – ermutigt durch seinen älteren Bruder Frank – zur Bassgitarre. Nach dem Wechsel zur Bassgitarre wurde er zum Spielen inspiriert und begann täglich zu üben, indem er Bassisten wie John Entwistle (The Who), Billy Sheehan (David Lee Roth Band) und Geddy Lee (Rush) studierte. Motnik hat sie als seine größten Einflüsse und Vorbilder bezeichnet.
Im Alter von 16 Jahren begann Motnik in Bands zu spielen, und in den folgenden Jahren spielte er in verschiedenen Gruppen im Raum Mannheim-Heidelberg. Zu diesem Zeitpunkt war er noch nicht bereit, sich ganz auf eine musikalische Karriere einzulassen. Nach einer Banklehre arbeitete er zunächst zwei Jahre in dem Beruf, danach absolvierte er ein BWL-Studium. Nach seinem Abschluss im Jahr 2003 beschloss er, sich ganz der Musik zu widmen. Motnik zog nach München, um bessere Möglichkeiten zu haben, sich professionell auf eine musikalische Karriere zu konzentrieren.

## Karriere

### Frühe Jahre
Nach seinem Umzug nach schloss sich Motnik 2003 der deutschen Goth-Metal-Band Darkseed an. Er spielt auf dem 2005er Album Ultimate Darkness der Band mit. Im August 2006 gaben Darkseed bekannt, dass Sänger Stefan Hertrich und Bassist Motnik die Band verlassen und sich auf andere Projekte konzentrieren werden. Im selben Jahr nahmen beide an den Aufnahmen zum Album „Wasteland“ der Band Atargatis teil.
2005 trat Motnik der Hardrock-Band The Roxx bei. Er spielt auf dem 2007 erschienenen Album Unleash Your Demon der Band sowie auf dem Live-Mitschnitt The Roxx Unleash The Demon. Zur gleichen Zeit war er auch Mitglied der deutschen Neue Deutsche Härte-Band Eisbrecher und spielte Bass auf den Konzerten der Band.

### Konzert- und Studiomusiker

#### Konzertmusiker
Im Jahr 2008 zog Motnik nach Los Angeles, USA. Die erste Band, der er dort beitrat, war Ecotonic, in der u. a. der Schlagzeuger Chris Slade (AC/DC, Manfred Mann’s Earth Band) mitspielte. Die Band tourte in Südkalifornien und nahm 2010 das Album When Sparks Fly mit Motnik auf. Kurz nach seinem Umzug in die USA buchte zudem Uli Jon Roth (Scorpions) Motnik als Bassist für dessen Nordamerika-Tournee. Dies ermutigte Motnik, seine Karriere in den USA fortzusetzen. Er spielte zudem in den Jahren 2009 und 2012 ebenfalls mit Uli Jon Roth auf dessen Nordamerika-Tourneen.
Im Jahr 2010 zog Motnik nach Las Vegas und spielte als professioneller Musiker in verschiedenen Casinos. Von 2014 bis 2018 arbeitete er für Carnival Cruise Lines, zunächst als Bassist und später als musikalischer Leiter. Dort standen oft verschiedene Themenabende von Motown über Country Music, Rhythm and Blues, Disco, Jazz und lateinamerikanische Musik auf der Playlist, was Motniks musikalisches Repertoire erweiterte.

#### Studiomusiker
Motnik begann bereits in den 1990er Jahren als Studiomusiker zu arbeiten. Er spielt u. a. auf Dan Lucas’ Album News mit. Nach seinem Umzug nach Las Vegas gründete er die Website Studiobassist.com, die es ihm ermöglicht, weltweit mit anderen Musikern zusammenzuarbeiten.
Motnik hat als Studiomusiker mit zahlreichen Künstlern unterschiedlicher Stilrichtungen zusammengearbeitet, darunter Hal Blaine (Schlagzeug) und Don Randi (Klavier) von The Wrecking Crew, Gregg Bissonette, Phil Campbell, Paul Sabu und Bruce Kulick sowie Ralf Scheepers.
Motnik hat gesagt, dass ihm die Arbeit im Studio genauso viel Spaß macht wie bei Live-Konzerten:
„Meine besten Tage sind die, an denen ich tagsüber im Studio arbeite und abends einen Gig spiele. Dann werden meine beiden Wünsche erfüllt: meine Leidenschaft für Aufnahmen und meine Liebe, live zu spielen und mit anderen Musikern und dem Publikum zu interagieren.“
Nach seinem Beitritt zu Accept ist er weiterhin als Studiomusiker tätig.

### Accept
Im Februar 2019, kurz nachdem Peter Baltes Accept verlassen hatte, zog Motnik nach Nashville. Er kontaktierte die Band und bekam nach einiger Zeit eine Antwort von Wolf Hoffmann, der ihn zu einer Jam-Session einlud. Im April 2019 gaben Accept bekannt, dass Martin Motnik Baltes als Bassist abgelöst hatte. Er stieß kurz vor der Symphonic Terror-Tour zur Band, und Motnik hatte eineinhalb Wochen Zeit, die 22 Songs zu lernen.
Too Mean To Die ist das erste Accept-Album, auf dem Motnik spielt. Er hat zudem Songs für das Album komponiert und war als Teil des Teams aktiv an der Entstehung der Songs beteiligt.

### Solowerke
Im Jahr 2005 nahm Motnik in Zusammenarbeit mit dem Schlagzeuger Gregg Bissonette eine Solo-CD Bass Invader auf. Das Album ist eine Sammlung von 14 Instrumentalstücken, die überwiegend auf Bassgitarren gespielt sind. Die meisten Lieder sind Originale, die Motnik selbst komponiert hat, aber es gibt auch einige Coversongs. Die Bass-Spuren der Lieder durchlaufen das gesamte Spektrum der klanglichen Möglichkeiten und variieren von sanften Balladen und akustischen Abschnitten bis hin zu schnellen Stücken, auf denen der Bass wie eine normale Gitarre klingt. Den Hauptteil des Albums machen die von Motnik gespielten Bässe aus, daneben spielt der Schwede Mattias Eklundh in zwei Songs Gitarre.
Im Herbst 2021 veröffentlichte Motnik sein zweites Soloalbum, Dream Chaser. Das Album enthält zehn Instrumentalsongs, deren Stil von melodischem Rock bis hin zu lateinamerikanischer Musik, R&B, Fusion, klassischer Musik, Swing, Jazz und Blues reicht. In jedem Song ist ein Gastmusiker zu hören, der sein eigenes Solo spielt. Zu den Gästen auf dem Album gehören die Gitarristen Joe Satriani, Wolf Hoffmann, Bruce Kulick, Frank Gambale, Andy Timmons, Mattias Eklundh und Jennifer Batten, der Keyboarder Derek Sherinian sowie die Schlagzeuger Christopher Williams, Walfredo Reyes Jr., Joe Babiak und Gregg Bissonette.

## Stil und Instrumente
Motnik verwendet verschiedene Spieltechniken wie Tapping, Slapping, Zupfen, Picking und einen beeindruckenden Einsatz von Obertönen. Er scheint jedoch zu wissen, wo der Bass traditionell hingehört, wenn er mit Gitarre und Schlagzeug kombiniert wird. Er zupft und schlägt die Saiten normalerweise mit den Fingern an, ohne ein Plektrum zu benutzen. Seit seinem Einstieg bei Accept ging er dazu über, ein Plektrum zu benutzen und den Bass tiefer zu hängen als zuvor.
Seit 2004 benutzt Motnik eine fünfsaitige Jens Ritter Roya Bassgitarre. Nach seinem Umzug nach Nashville erweiterte er sein Arsenal um mehrere Fender Precision-Bässe. Bei den Konzerten von Accept verwendet er Sadowsky-Bassgitarren. Bei Konzerten verwendet er oft das M9-Pedal von Line 6 und Effektpedale mit Kompressorfunktion. Ein weiteres Pedal, das er verwendet, ist ein Gallien-Krueger Plex-Pedal.

## Diskographie

### Soloalben
- Bass Invader (2005)
- Dream Chaser (2021)

### Darkseed
- Ultimate Darkness (2005), Massacre Records

### The Roxx
- Unleash Your Demon (2007), Rockville Music
- The Roxx Unleash the Demon, DVD (2008), Rockville Music

### Accept
- Too Mean To Die (2021), Nuclear Blast
- Humanoid (2024), Napalm Records

### Studioalben
- Dan Lucas – News (1996) Arcade Music Company
- The Winners – Island of sun (1996) Weltbild Verlag
- What4- Fourward (2004) Kintom Music
- Atargatis – Wasteland (2006) Massacre Records
- Q-Ten-Peck – Prestige (2008)
- Beyond the void – Gloom is a trip for two (2008)
- Ralf Jung – Art of Pop (2010)
- Ecotonic – When Sparks Fly (2010)
- Mansour – Live in Concert, CD & DVD (2010)
- Born 2 Rule – World at War (2014)
- Velvet Steel – Thunderous Rain (2013)
- All the Wise – All the Wise (2013)
- Jeff Sontag – Jeff Sontag (2014)
- Marty And The Bad Punch – Moon Over Baskerville (2014)
- Marty And The Bad Punch – Walk A Straight Line (2020)